# João Batista Cascudo Rodrigues
João Batista Cascudo Rodrigues (Mossoró, 23 de junho de 1934 - Brasília, 3 de outubro de 2009) foi um advogado e professor brasileiro.

## Biografia
Filho do comerciante Adolfo Rodrigues de Lima (natural de Sobral - CE) e da professora Ozelita Cascudo Rodrigues (nascida em Areia Branca - RN), João Batista nasceu em Mossoró - RN. Casou-se com a antropóloga e professora universitária Neusa Caminha Cascudo Rodrigues, com quem teve três filhos, Gustavo Adolfo Cascudo Rodrigues, Cibele Caminha Cascudo Rodrigues e João Paulo Caminha Cascudo Rodrigues.
Ingressou no Curso de Direito em Alagoas, tendo consagrado-se Promotor de Justiça aos 18 anos na sua cidade natal. Em sua formatura, teve como paraninfo Juscelino Kubitschek que em seu discurso não deixou de assinalar: "Hoje, nesta turma, forma-se um menino: João Batista Cascudo Rodrigues."
Fundador da Universidade Regional do Rio Grande do Norte (atual UERN), foi seu primeiro reitor, tornando-se o mais jovem dos reitores brasileiros, em 1968, com 34 anos de idade. Também redigiu o decreto nº 20/68, de 28 de setembro de 1968 que criou a ESAM - Escola Superior de Agricultura de Mossoró, atual UFERSA - Universidade Federal Rural do Semi-Árido.
Câmara Cascudo o definiu como "fundador da dinastia dos reitores da Universidade Regional do Rio Grande do Norte".
Foi diretor-geral da Escola Nacional de Administração Pública da Presidência da República e diretor do Departamento Latino-Americano de Energia (Quito).
João Batista Cascudo Rodrigues era membro da Academia Mossoroense de Letras, Academia Norte-Riograndense de Letras (cadeira 32), Academia Brasileira de História (São Paulo), Academia Brasiliense de Letras, Academia Internacional de Cultura e Academia de Letras e Música do Brasil, sendo as duas últimas igualmente sediadas em Brasília.
Era Presidente Perpétuo do Instituto Cultural do Oeste Potiguar, com sede em Mossoró. Era sócio efetivo do IHGRN, sediado em Natal.
João Batista Cascudo Rodrigues faleceu em Brasília no dia 4 de outubro de 2009, aos 75 anos.
Seu pai foi o primeiro prefeito de Uiraúna-PB, cidade emancipada por seu tio Osvaldo Bezerra Cascudo, que também exerceu o mesmo cargo. Seu irmão Jorge Ivan Cascudo Rodrigues foi prefeito de Natal-RN.